# Centròmer

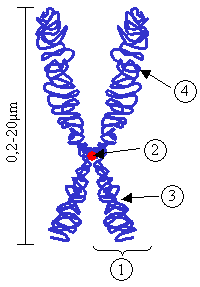
Cromosoma.
(1) Cromàtide. Una de les dues parts idèntiques d'un cromosoma després de la fase S del cicle cel·lular.
(2) Centròmer. Punt d'unió de les dues cromàtides germanes i on s'enganxen els microtúbuls durant la mitosi.
(3) Braç curt
(4) Braç llarg.

El centròmer és una regió dels cromosomes amb una estructura i seqüència d'ADN específiques, per on contacten les dues cromàtides i que té un paper important en el procés de divisió cel·lular. Conté unes seqüències específiques amb ADN alfa satèl·lit que permet que les proteïnes cinetocòriques s'uneixin (formant el cinetocor) i es produeixi a l'anafase la segregació de cromàtides germanes a partir del microtúbuls cinetocòrics.
En el centròmer és on es forma el cinetocor, una estructura multiproteínica molt complexa de la qual depenen alguns esdeveniments de la segregació del cromosoma, com ara la unió de microtúbuls i la indicació a la cèl·lula de quan tots els cromosomes han adoptat els enllaços correctes al fus acromàtic, de manera que sigui segur que la divisió cel·lular es pugui completar i les cèl·lules passin a l'anafase.
En termes generals, hi ha dos tipus de centròmers: els puntuals i els regionals. Els centròmers puntuals s'uneixen a proteïnes específiques que reconeixen seqüències particulars d'ADN amb molta eficiència. Qualsevol part d'ADN amb una seqüència d'ADN de centròmer puntual normalment formarà un centròmer si està present en les espècies apropiades. Els centròmers puntuals més característics són els del llevat de la cervesa. «Centròmer regional» és el terme utilitzat per descriure la majoria de centròmers, que normalment es formen en determinades regions de la seqüència d'ADN, però que també es poden formar en altres seqüències d'ADN. La senyal de formació d'un centròmer regional sembla epigenètica. La majoria d'organismes, des de Schizosaccharomyces pombe, un tipus de llevat, fins als humans, tenen centròmers regionals.
Pel que fa a l'estructura del cromosoma mitòtic, els centròmers representen una regió restringida del cromosoma (sovint anomenada constricció primària), en la qual estan estretament en contacte dues cromàtides germanes idèntiques. Quan les cèl·lules entren a la mitosi, les cromàtides germanes (les dues còpies de cadascuna de les molècules cromosòmiques d'ADN resultants de la replicació de l'ADN en forma de cromatina) estan lligades al llarg de la seva longitud per l'acció de la cohesina. Se suposa que aquest complex de proteïnes està alliberat majoritàriament dels braços dels cromosomes durant la profase, de manera que, quan els cromosomes s'alineen al pla mitjà del eix mitòtic (també conegut com la placa metafàsica), l'últim lloc on estan enllaçats es troba a la cromatina al voltant del centròmer.

## Posició

Classificació dels cromosomesI: Telocèntric - centròmer situat molt a prop del "cap", braços p poc visibles o invisibles
II: Acrocèntric - Els braços q encara són molt més llargs que els braços p, encara que els braços p són més llargs que els dels telocèntrics
III: Submetacèntrics - Els braços p i q són gairebé igual de llargs
IV: Metacèntric - Els braços p i q tenen la mateixa longitud
A: Braç curt (braç p)
B: Centròmer
C: Braç llarg (braç q)
D: Cromàtide germana

Cada cromosoma te dos braços, el p (el més curt) i el q (el més llarg). S'ha dit que el braç p rep el seu nom de la paraula francesa petit, encara que aquesta explicació ha mostrat ser apòcrifa. Els cromosomes es poden connectar entre si de manera metacèntrica, submetacèntrica, acrocèntrica o telocèntrica.

### Metacèntric
Es tracta de cromosomes amb forma d'X, amb el centròmer al mig. Per tant, els dos braços tenen aproximadament la mateixa longitud. En un cariotip humà normal, els cromosomes 1, 3, 16, 19 i 20 són considerats metacèntrics. En alguns casos, es forma un cromosoma metacèntric per translocació equilibrada: la fusió de dos cromosomes acrocèntrics per formar un cromosoma metacèntric.

### Submetacèntric
Si els dos braços són diferents, es diu que el cromosoma és submetacèntric. La seva forma durant l'anafase és la d'una «j».

### Acrocèntric
Si el braç p (el curt) és tant curt que és difícil d'observar, però existeix, aleshores el cromosoma és acrocèntric (el prefix grec acro- vol dir 'pic'). El genoma humà conté sis cromosomes acrocèntrics: 13, 14, 15, 21, 22 i el cromosoma Y.
En un cromosoma acrocèntric el braç p conté material genètic que inclou seqüències repetides com les regions organitzadores de nuclèols, i pot ser translocat sense danys significatius, com en la translocació robertsoniana. El genoma del cavall inclou un cromosoma metacèntric que és homòleg de dos cromosomes acrocèntrics del coespecífic cavall de Przewalski. Això pot reflectir tant la fixació de la translocació robertsoniana en els cavalls com la fixació de la fissió d'un cromosoma metacèntric en dos cromosomes acrocèntric en el cavall de Przewalski. Una situació similar té lloc entre el genoma humà i el d'altres homínids. En aquest cas, a causa que hi ha més espècies vivents, sembla que la seqüència evolutiva és la reducció de dos cromosomes acrocèntrics en homínids anteriors a un cromosoma metacèntric en els humans.

### Telocèntric
El centròmer d'un cromosoma telocèntric està situat a l'extrem del cromosoma. El telòmer es pot estendre des dels dos extrems del cromosoma. La seva forma és la d'una «i» durant l'anafase. Per exemple, el cariotip estàndard del ratolí comú només té cromosomes telocèntrics, mentre que el dels humans no en té cap.

### Subtelocèntric
Si el centròmer del cromosoma està situat més prop de l'extrem que del centre, és diu que el cromosoma és subtelocèntric.

### Holocèntric
En els cromosomes holocèntrics tota la longitud del cromosoma actua com a centròmer. Exemples d'aquest tipus de centròmer es poden trobar arreu dels regnes animal i vegetal, sent el cas més conegut el del nematode Caenorhabditis elegans.

### Cromosomes humans
| Cromosoma | Posició del centròmer (Mbp) |                | Mida del cromosoma (Mbp) | Mida del centròmer (Mbp) |
| --------- | --------------------------- | -------------- | ------------------------ | ------------------------ |
| 1         | 125.0                       | metacèntric    | 247.2                    | 7.4                      |
| 2         | 93.3                        | submetacèntric | 242.8                    | 6.3                      |
| 3         | 91.0                        | metacèntric    | 199.4                    | 6.0                      |
| 4         | 50.4                        | submetacèntric | 191.3                    |                          |
| 5         | 48.4                        | submetacèntric | 180.8                    |                          |
| 6         | 61.0                        | submetacèntric | 170.9                    |                          |
| 7         | 59.9                        | submetacèntric | 158.8                    |                          |
| 8         | 45.6                        | submetacèntric | 146.3                    |                          |
| 9         | 49.0                        | submetacèntric | 140.4                    |                          |
| 10        | 40.2                        | submetacèntric | 135.4                    |                          |
| 11        | 53.7                        | submetacèntric | 134.5                    |                          |
| 12        | 35.8                        | submetacèntric | 132.3                    |                          |
| 13        | 17.9                        | acrocèntric    | 114.1                    |                          |
| 14        | 17.6                        | acrocèntric    | 106.3                    |                          |
| 15        | 19.0                        | acrocèntric    | 100.3                    |                          |
| 16        | 36.6                        | metacèntric    | 88.8                     |                          |
| 17        | 24.0                        | submetacèntric | 78.7                     |                          |
| 18        | 17.2                        | submetacèntric | 76.1                     |                          |
| 19        | 26.5                        | metacèntric    | 63.8                     |                          |
| 20        | 27.5                        | metacèntric    | 62.4                     |                          |
| 21        | 13.2                        | acrocèntric    | 46.9                     |                          |
| 22        | 14.7                        | acrocèntric    | 49.5                     |                          |
| X         | 60.6                        | submetacèntric | 154.9                    |                          |
| Y         | 12.5                        | acrocèntric    | 57.7                     |                          |

## Seqüència
Hi ha dos tipus de centròmers. Als centròmers regionals, les seqüències de ADN contribueixla funció, però no la defineixen. Aquest tipus de centròmer conté grans quantitats d'ADN i sovint estan empaquetades en heterocromatina. A la majoria d'eucariotes, la seqüència d'ADN dels centròmers està formadas per llargues cadenes repetitives d'ADN, amb una seqüència dels elements individuals similar però no idèntica. En els humans, la repetició principal centromèrica s'anomena α-satèl·lit, malgrat que en aquesta regió es troben una sèrie de seqüències d'altres tipus.
Els centròmers puntuals són més petits i compactes. Les seqüències d'ADN són alhora necessàries i suficients per especificar la identitat i la funció del centròmer. En els llevats, la regió del centròmer és relativament petita i contenen dues seqüències d'ADN que serveixen de punt d'enllaç de proteïnes essencials cinetocòriques.

## Herència
Com que la seqüència d'ADN centromèrica no és la clau que determina la identitat centromèrica dels metazous, es creu que l'herència epigenètica té un paper important a l'hora d'especificar el centròmer. Els cromosomes fills formaran centròmers al mateix lloc que el cromosoma pare, independentment de la seqüència. S'ha proposat que l'histona H3 variant CENP-A (proteïna A del centròmer) és la marca epigenètica del centròmer. Es planteja si hi ha alguna forma original en què s'especifiqui el centròmer, encara que posteriorment es propagui epigenèticament. Si el centròmer és heretat epigenèticament d'una generació a la següent, el problema es troba a l'origen dels primers metazous.

## Estructura
L'ADN centromèric normalment es troba en un estat d'heterocromatina, que és essencial per a la obtenció del complex de cohesina que intervé en la cohesió de cromàtides germanes després de la replicació de l'ADN, així com en la coordinació de la separació cromàtide germana durant l'anafase. En aquesta cromatina, la histona H3 es substituïda per una variant específica de centròmer, la CENP-A en humans. Es considera que la presència de CENP-A és important per la formació del cinetocor al centròmer. S'ha demostrat que el CENP-C es localitza gairebé exclusivament en aquestes regions de CENP-A associades a la cromatina. En les cèl·lules humanes, les histones es troben més enriquides per H4K20me3 i H3K9me3, que són modificacions heterocromàtiques.
En el llevat Schizosaccharomyces pombe (i probablement en altres eucariotes), la formació de heterocromatina centromèrica està lligada al ARN d'interferència. En nematodes com ara Caenorhabditis elegans, algunes plantes i els lepidòpters i hemípters, els cromosomes són holocèntrics, el que indica que no hi ha un lloc primari d'unió de microtúbuls o una constricció primària, i que es forma un cinetocor «difús» al llarg de tot el cromosoma.

## Aberracions centromèriques
En casos rars en humans, els neocentròmers poden formar-se en llocs nous del cromosoma. Actualment hi ha més de 90 neocentròmers humans coneguts identificats en 20 cromosomes diferents. La formació d'un neocentròmer s'ha d'acoblar a la inactivació del centròmer anterior, ja que els cromosomes amb dos centròmers funcionals (cromosoma dicèntric) produiran trencaments cromosòmics durant la mitosi. En alguns casos inusuals, s'han observat neocentròmers humans que es formen espontàniament en cromosomes fragmentats. Algunes d'aquestes noves posicions eren originàriament eucromàtiques i no tenien ADN α satèl·lit.
Les proteïnes centromèriques són també l'objectiu autoantigènic d'alguns anticossos antinuclears, com els anticossos anticentròmers.

## Disfunció i malaltia
La manca de regulació del centròmer contribueix a la segregació desfavorida dels cromosomes, que està fortament relacionada amb el càncer i l'avortament. L'excés d'expressió de molts gens de centròmer s'ha relacionat amb fenotips malignes de càncer. Es pensa que l'excés d'expressió d'aquests gens del centròmer augmenta la inestabilitat genòmica en els càncers. La inestabilitat genòmica elevada es relaciona d'una banda amb fenotips malignes, i d'altra banda, fa que les cèl·lules tumorals siguin més vulnerables a les teràpies específiques, com ara certes quimioteràpies i la radioteràpia. Recentment s'ha demostrat la inestabilitat de l'ADN repetitiu del centròmer en el càncer i l'envelliment.